# Фридрих Август I фон дер Шуленбург
Фридрих Август I фон дер Шуленбург (на немски: Friedrich August I Graf von der Schulenburg; * 25 септември 1727, Волфсбург; † 9 април 1797, Беетцендорф) е граф от род „фон дер Шуленбург.“

## Произход
Той е вторият син на граф Адолф Фридрих фон дер Шуленбург (1685 – 1741) и съпругата му Анна Аделхайд Катарина фон Бартенслебен (1699 – 1756), единствена наследница на фамилията Бартенслебен с дворец Волфсбург 1742 г., дъщеря на Гебхард Вернер фон Бартенслебен и Анна Елизабет фон Боденхаузен. Брат е на граф Гебхард Вернер фон дер Шуленбург (1722 – 1788), дворцов маршал при Фридрих Велики, Ахац Вилхелм фон дер Шуленбург (1738 – 1808) и Албрехт Лудвиг фон дер Шуленбург (1741 – 1784).

## Фамилия
Фридрих Август I фон дер Шуленбург се жени на 9 юни 1757 г. в Бургшайдунген за Хенриета София Фридерика фон дер Шуленбург (* 1 януари 1736; † 25 юни 1800, Беетцендорф), дъщеря на Левин Фридрих III фон дер Шуленбург (1708 – 1739) и Хенриета Елизабет фон Хеслер (1717 – 1739). Те имат децата:
- Адолф Фридрих Вернер фон дер Шуленбург (* 15 август 1759, Беетцендорф; † 30 април 1825, Цангенберг, част от Цайц), женен четири пъти
- София Вилхелмина фон дер Шуленбург (* 21 май 1761; † 12 януари 1839), омъжена за граф Малте II цу Путбус (* 20 декември 1725; † 8 февруари 1787)
- Хелена Шарлота Фридерика фон дер Шуленбург (* 13 декември 1773), омъжена за Ернст Фридрих фон Плантен